# 903
| Calendário gregoriano                                                        | 903 CMIII                                            |
| Ab urbe condita                                                              | 1656                                                 |
| Calendário arménio                                                           | 352 – 353                                            |
| Calendário bahá'í                                                            | -941 – -940                                          |
| Calendário budista                                                           | 1447                                                 |
| Calendário chinês                                                            | 3599 – 3600 Início a 31 de janeiro (aproximadamente) |
| Calendário copta                                                             | 619 – 620                                            |
| Calendário etíope                                                            | 895 – 896                                            |
| Calendários hindus - Vikram Samvat - Calendário nacional indiano - Cáli Iuga | 958 – 959 824 – 825 4003 – 4004                      |
| Calendário Holoceno                                                          | 10903                                                |
| Calendário islâmico                                                          | 290 – 291                                            |
| Calendário judaico                                                           | 4663 – 4664                                          |
| Calendário persa                                                             | 281 – 282                                            |
| Calendário rúnico                                                            | 1153                                                 |
| Calendário solar tailandês                                                   | 1446                                                 |

903 (CMIII, na numeração romana) foi um ano comum do século X do Calendário Juliano, da Era de Cristo, teve início a um sábado e terminou também a um sábado e a sua letra dominical foi B (52 semanas).
No território que viria a ser o reino de Portugal estava em vigor a Era de César que já contava 941 anos.
| Ano completo                   |
| ------------------------------ |
| Ano comum com início ao sábado |